# Giacomo Luigi Brignole
Giacomo Luigi Brignole, italijanski rimskokatoliški duhovnik, škof in kardinal, * 8. maj 1797, Genova, † 23. junij 1853.

## Življenjepis
15. marca 1830 je bil imenovan za naslovnega nadškofa Nazianzus. 26. marca je bil imenovan za apostolskega nuncija in čez dva dni je prejel še škofovsko posvečenje.
Leta 1834 je bil imenovan za uradnika v Rimski kuriji. 20. januarja istega leta je bil povzdignjen v kardinala in imenovan za kardinal-duhovnika S. Giovanni a Porta Latina. Pozneje (13. septembra 1838) je bil imenovan še za kardinal-duhovnika S. Cecilia.
11. junija 1847 je bil imenovan za kardinal-škofa Sabine.
Umrl je 23. junija 1853.